# Elsa Matilde Zardini
Elsa Matilde Zardini   (La Plata, 9 de juny de 1949 - Villa Elisa, 30 de novembre de 2020) fou una botànica, professora, i exploradora geogràfica paraguaiana. Va realitzar expedicions botàniques als Estats Units, Brasil, Argentina i Paraguai. La seva especialització era la flora de la conca del Plata, amb èmfasi a la del Paraguai.
Formà part d'una admirable sèrie de deixebles talentosos del botànic Ángel Lulio Cabrera, entre ells: Genoveva Dawson, Otto Solbrig, Jorge Morello, Humberto A. Fabris (1924-1976), Delia Abbiatti, Noemí N. Correa, Delia Añón Suárez, Cristina Orsi, Amelia Torres, Aida Pontiroli, Jorge Crisci, Roberto Kiesling i Fernando Zuloaga. L'any 2011 era botànica conservadora associada del Missouri Botanical Garden.

## Algunes publicacions
- elsa matilde Zardini. 1980. Index of Argentinian Herbaria. Taxon 29 (5/6): 731-741

- 1974. Dos compuestas del género "Tithonia", adventicisas, nuevas para la flora jujeña. 4 pp.

- 1974. Sobre la presencia del género Gerbera en América. Bol. Soc. Argent. Bot. 16:103-108

## Llibres
- elsa m. Zardini, marion j. Jansen-Jacobs, peter h. Raven.1991. Flora of the Guianas: 98. Onagraceae. Vol. 10. Ed. Koeltz. 46 pp. ISBN 3874293270

- t.p. Ramamoorthy, elsa m. Zardini. 1987. The systematics and evolution of Ludwigia sect. Myrtocarpus sensu lato (Onagraceae). Vol. 19 de Monographs in systematic botany. Missouri Botanical Garden. 120 pp.

- 1981. La familia Rosaceae en la Provincia de Tucumán (Argentina). 68 pp.

- thomas w. Whitaker, elsa matilde Zardini. 1980. Cucurbitáceas americanas útiles al hombre: la Plata. CIC. 42 pp.

- ángel lulio Cabrera, elsa matilde Zardini. 1978. Manual de la flora de los alrededores de Buenos Aires. 2ª ed. Acme. 788 pp.

- 1980. Flora de la Provincia de Jujuy [book review]. 348 pp.

- 1980. Sinopsis preliminar de las especies argentinas del género Senecio (Compositae). 66 pp.

- 1979. Sistematica de angiospermas do Brasil [book review]. 194 pp.

- 1978. Novedades en el género Noticastrum (Compositae-Astereae). 139 pp.

- 1975. Revisión del género "Trichocline" (Compositae). Darwiniana 19:618-733, figs. 1-38, pls. 1-5. 116 pp.

- 1971. Las especies del género Sedum (Crassulaceae) espontáneas en la República Argentina. 12 pp.